# Menaisundet
Menaisundet, engelska: Menai Strait

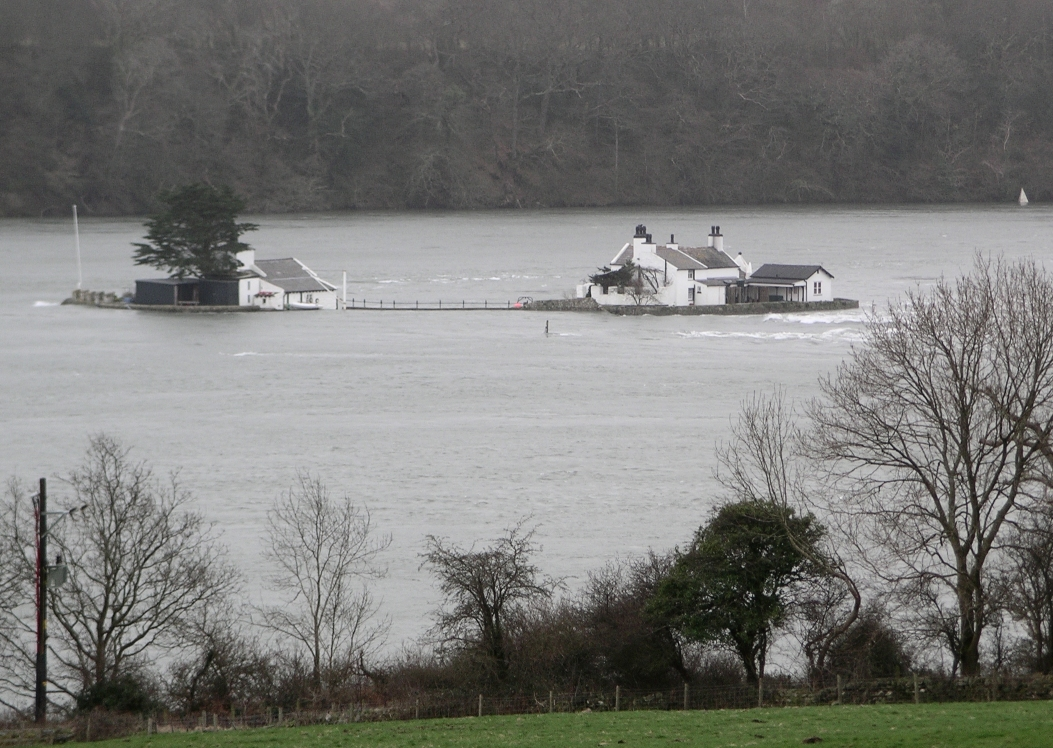
Ynys Gored Goch i Afon Menai

kymriska: Afon Menai, ordagrant Menaifloden, är ett havssund som skiljer ön Anglesey (Ynys Môn) från det brittiska fastlandet i Wales. Sundet korsas av två för sin tid mycket avancerade broar. Menaibron 
byggdes som en del vägförbindelsen mellan London och Holyhead, närmaste hamn för överfart till Dublin. Den är en hängbro, som konstruerades av Thomas Telford och invigdes 1826. Britanniabron konstruerades som järnvägsbro av Robert Stephenson och invigdes 1850. Efter en brand 1970 är den ersatt av en kombinerad landsvägs- och järnvägsbro på den gamla brons fundament. 